# محمود خذري
محمود خذري وزير جزائري سابق من مواليد (20 فبراير 1948–23 يوليو 2021) بغسيرة باتنة، عين وزير العلاقات مع البرلمان الجزائري في حكومة الوزير الأول عبد المالك سلال في سبتمبر 2012، كما عين وزيرا للصناعة في حكومة الوزير الأول عبد العزيز بلخادم في مايو 2006. 

## التكويين والشهادات
- - ليسانس في الحقوق من جامعة قسنطينة .

## الخبرة المهنية
- - 1967-1973 أستاذ.
- -1973 وكيل جمهورية.
- - 1974 مستشار لدى مجلس قضاء باتنة.
- - 1974-1975 أستاذ مساعد بكلية الحقوق- جامعة قسنطينة.
- - 1978 أستاذ مساعد بكلية الحقوق – جامعة باتنة.
- -منذ 1977 محامي لدى مجلس قضاء بسكرة، معتمد لدى المحكمة العليا.
- -انتخب مندوبا المنظمة الجهوية للمحامين بناحية قسنطينة (1981).
- -انتخب مندوبا وأمينا لخزينة منظمة المحامين بناحية باتنة (1987).

### المهام السياسية، البرلمانية والوزارية
- - انخرط كمناضل في حزب جبهة التحرير الوطني سنة 1968.
- -عضو ناشط في فرع اتحاد الحقوقيين ببسكرة.
- -أنتخب كعضو في المجلس الشعبي الولائي بباتنة سنة 1984 ثم لعهدة ثانية سنة 1990 عن قائمة حزب جبهة التحرير الوطني
- -أنتخب عضواً في اللجنة المركزية للحزب في مؤتمر سنة 1989، ثم أعيد انتخابه في المؤتمر السابع المنعقد سنة 1998 ثم في المؤتمر الثامن المنعقد في سنة 2005 ولا يزال يشغل عضوية الهيئة التنفيذية في الحزب.
- - أنتخب كأمين لمحافظة حزب جبهة التحرير الوطني لولاية باتنة في فبراير 1991 وظل يشغل هذا المنصب إلى ديسمبر 2002.
- -انتخب نائبا بالمجلس الشعبي الوطني (1997- 2002) (2002- 2003) عن الدائرة الانتخابية باتنة.
- - نائب رئيس اللجنة القانونية بالمجلس الشعبي الوطني.
- -نائب رئيس لجنة الفلاحة بالمجلس الشعبي الوطني.
- - أعيد انتخابه عن نفس الدائرة لعهدة ثالثة في تشريعيات مايو 2007 بالمجلس الشعبي الوطني.
- - وزير العلاقات مع البرلمان (أكتوبر 2003).
- - وزير الصناعة (ماي 2005).
- -وزير العلاقات مع البرلمان (جوان 2007).

## وفاته
توفي بتاريخ 23 يوليو 2021 إثر مضاعفات فيروس كورونا.